# Horschbach
Horschbach ist eine Ortsgemeinde im Landkreis Kusel in Rheinland-Pfalz. Sie gehört der Verbandsgemeinde Kusel-Altenglan an.

## Geographie
Der Ort liegt am Herrmannsberg in der Westpfalz. Durch den Ort fließt der gleichnamige Horschbach. Im Norden befindet sich Glanbrücken, im Osten Hinzweiler und südwestlich liegt Elzweiler.

## Geschichte
Horschbach wurde im Jahr 1336 erstmals als Horgesbach urkundlich erwähnt, ist vermutlich aber schon im 8. Jahrhundert entstanden.
Im 14. Jahrhundert lag der Ort in der so genannten Pflegschaft Hundheim, die an die Rheingrafen verpfändet war. Um 1595 gelangte der Ort zu Pfalz-Zweibrücken.
Von 1801 bis 1814 gehörte Horschbach als Teil des Département Donnersberg, Arrondissement Kaiserslautern, Canton Wolfstein zu Frankreich und wurde Sitz einer Mairie. Auf dem Wiener Kongress fiel die linksrheinische Pfalz 1815 zunächst an Österreich und 1816 aufgrund eines Tauschvertrages an das Königreich Bayern. Der Ort wurde nun dem Landkommissariat Kusel im bayerischen Rheinkreis zugeordnet und Sitz eines Bürgermeisteramtes, dem auch Elzweiler, Welchweiler, sowie bis 1838 Bedesbach zugehörten. Bis 1853 wurden die beiden Dörfer Horschbach und Elzweiler dabei als ein einziges angesehen.
Nach dem Zweiten Weltkrieg wurde Horschbach innerhalb der französischen Besatzungszone Teil des damals neu gebildeten Landes Rheinland-Pfalz. Im Zuge der ersten rheinland-pfälzischen Verwaltungsreform wurde der Ort 1972 der Verbandsgemeinde Altenglan zugeordnet, die 2018 in der Verbandsgemeinde Kusel-Altenglan aufging.

## Politik

### Bürgermeister
Bisherige Gemeindeoberhäupter:
- 1972–1989: Erich Herrmann[4]
- 1989–1998: Karl Schreiner
- 1998–2004: Erich Herrmann[4]
- seit 2004: Michael Herrmann[5][6]

### Wappen
| Wappen von Horschbach | Blasonierung: „In Schwarz ein rotgekrönter und bewehrter goldener Löwe, überdeckt von einem silbernen schräg linken Wellenbalken.“                                                         |
| Wappen von Horschbach | Wappenbegründung: Es wurde 1975 von der Bezirksregierung Neustadt verliehen. Der Löwe entstammt dem Wappen von Pfalz-Zweibrücken. Der Wellenbalken symbolisiert die Endung des Ortsnamens. |

## Wirtschaft und Infrastruktur
Im Südwesten befindet sich die A 62. In Altenglan ist ein Bahnhof der Bahnstrecke Landstuhl–Kusel.

## Ehrenbürger
- Erich Herrmann (* ca. 1939), wurde im Juni 2009 für seinen jahrzehntelangen Einsatz zum Wohle der Allgemeinheit zum ersten Ehrenbürger Horchbachs ernannt. Von 1972 bis 1989, und erneut von 1999 bis 2004 hatte er das Amt des Ortsbürgermeisters inne. Auch in vielen Vereinen der Gemeinde war er aktiv.[4]